# Blindes Arbejde
Blindes arbejde er en erhvervsdrivende fond og en socialøkonomisk virksomhed, som arbejder for at få blinde og svagtsynede i arbejde, primært inden for fremstilling af børstenbindingsvare, vævning, koste, fletning og butiksarbejde. Fonden blev oprettet i 1929. Der arbejde 60-70 medarbejdere i Blindes Arbejde.
Blindes arbejde åbnede sin første butik i 1993 i København, og har siden åbnet butikker i Århus (1999) og Horsens (2006) og Odense.
Formand for Blindes Arbejde er fra 2014 John Heilbrunn. Tidligere formand var Thorkild Olesen fra 2007-2014. 
Blindes Arbejdes hovedkontor ligger i Københavns Nordvest-kvarter. 